# Absorbing Music
Absorbing Music – pierwszy album nowodębskiej grupy Kofi, wydany w 2005 roku.
Nagrania zrealizowano w Studio „Spectrum” w Tarnowie na przełomie 2004 i 2005 roku. Realizacja – Leszek Łuszcz. Produkcja – Leszek Łuszcz, Dariusz Babiarz. Mastering – Leszek Łuszcz. Edycja – Piotr „Quentin” Wojtanowski. Mix – Leszek Łuszcz, Dariusz Babiarz. Projekt graficzny – Marek Karpiński.
Płyta powstała dzięki wsparciu finansowemu Urzędu Miasta i Gminy Nowa Dęba.

## Lista utworów
źródło:.
1. „Żyć w ojczyźnie” (muz. Dariusz Babiarz – sł. Marek Zięba) – 4:36
2. „Ostatni słońca blask” (muz. Dariusz Babiarz – sł. Mariusz Pawlikowski) – 3:28
3. „AIDS” (muz. Dariusz Babiarz – sł. Marek Zięba) – 3:24
4. „To co mam dla ciebie” (muz. Dariusz Babiarz, Konrad Magda, Andrzej Kosiorowski – sł. Dariusz Babiarz, Mariusz Pawlikowski) – 4:59
5. „Paryż i gin” (muz. Dariusz Babiarz, Leszek Łuszcz, Jerzy Durał – sł. Mariusz Pawlikowski) – 2:51
6. „Cmentarz, wojna” (muz. i sł. Dariusz Babiarz) – 3:09
7. „Obok ciebie, obok mnie” (muz. Dariusz Babiarz – sł. Dariusz Babiarz, Konrad Magda) – 5:21
8. „1968” (muz. Dariusz Babiarz – sł. Mariusz Pawlikowski) – 3:58
9. „Człowiek wrak” (muz. Konrad Magda – sł. Dariusz Babiarz) – 3:04
10. „Julii sen” (muz. Dariusz Babiarz – sł. Mariusz Pawlikowski) – 4:20

## Muzycy
źródło:.
- Dariusz „Daro” Babiarz – śpiew, gitara akustyczna
- Andrzej „Szprot” Paprot – gitara
- Grzegorz „Getos” Pawelec – gitara basowa
- Robert „Filip” Filipiuk – perkusja

oraz gościnnie
- Jerzy Durał – chórki
- Konrad „Madziar” Magda – gitara (9, 10)